# Леандро-Н-Алем (округ)
Округ Леандро-Н-Алем (ісп. Leandro N. Alem) — адміністративно-територіальна одиниця 2-ого рівня у провінції Буенос-Айрес в центральній Аргентині. Адміністративний центр округу — Ведья (ісп. Vedia).
Населення округу становить 16799 осіб (2010). Площа — 1603 кв. км.

## Історія
Округ заснований у 1918 році.

## Населення
У 2010 році населення становило 16799 осіб. З них чоловіків — 8215, жінок — 8584.

## Політика
Округ належить до 4-ого виборчого сектору провінції Буенос-Айрес.